# Lucille Soong
Lucille Soong, née le 5 septembre 1935 en Chine, est une actrice américano-chinoise.
De 2015 à 2020, elle est surtout célèbre très tardivement pour avoir interpréter Grand-mère Huang dans la série américaine Bienvenue chez les Huang.
Avant de devenir célèbre très tard elle fesait des apparitions dans de nombreuses séries quotidiennes comme Desperate Housewives où elle joua l'ancienne femme de ménage de la famille Solís et a aussi fait des apparitions dans Passions, All About the Andersons, Huff, Dharma et Greg ou encore According to Jim. Elle fit aussi une très mineure apparition dans la série Le Prisonnier.
En 2003, elle joua dans le film Freaky Friday : Dans la peau de ma mère.

## Filmographie

### Cinéma
- 1965 : Three Weeks of Love
- 1965 : Genghis Khan
- 1967 : The Mini-Affair
- 1969 : Le Gang de l'oiseau d'or (The File of the Golden Goose) de Sam Wanamaker : Fille dans le bain (non crédité)
- 1970 : One More Time
- 1993 : Le Club de la chance
- 1999 : Le Corrupteur
- 2003 : Freaky Friday : Dans la peau de ma mère (Freaky Friday), de Mark Waters : Mère de Pei-Pei
- 2004 : Nora's Hair Salon : Ming
- 2005 : L'École fantastique (Sky High) de Mike Mitchell : la cuisinière
- 2005 : Et si c'était vrai... : exorciste chinoise
- 2007 : Nancy Drew : serveuse
- 2008 : Nora's Hair Salon II : Ming
- 2009 : Nine Dead : Nhung Chan
- 2025 : Freaky Friday 2 : Encore dans la peau de ma mère (Freakier Friday) de Nisha Ganatra : la mère de Pei-Pei

### Télévision
- 1963 : Ghost Squad
- 1967 : Adam Adamant Lives!
- 1967 : Le Prisonnier
- 1969 : Coronation Street
- 1969 : The Troubleshooters
- 1994 : Vanishing Son
- 1996 : Les Visiteurs du futur
- 1997 : Fired Up
- 2000 : La Vie avant tout : Mme Lum
- 2000 : JAG : vieille femme vietnamienne
- 2000 : The Michael Richards Show : femme #1
- 2001 : Passions : Sally Chin (4 épisodes)
- 2001 : Dharma et Greg : Mme Wong/ Mme Kwan (3 épisodes)
- 2003 : All About the Andersons (en) : Mme Chong
- 2004 : Huff : Xui Shi (2 épisodes)
- 2004-2009 : Desperate Housewives : Yao Lin (7 épisodes)
- 2005 : According to Jim : Manucure
- 2006 : Un gars du Queens : Lili
- 2015-2020 : Bienvenue chez les Huang : Grand-mère Huang (115 épisodes)